# Mena (Éthiopie)
Pour les articles homonymes, voir Mena.
Mena (ou Dolemena, Menna, Dallo Manna, Dola Mena, Masslo, ou encore Meslo[réf. souhaitée]) est une ville du sud de l'Éthiopie, située dans la zone Bale de la region Oromia. Ancienne capitale de l'awraja Delo dans la province de Balé, et actuel chef-lieu du woreda Mena, elle a 10 660 habitants en 2007.
Mena se trouve à plus de 1 200 m d'altitude, 120 km au sud de Robe, à la sortie de la forêt d'Harenna. Elle est desservie par l'aéroport de Masslo ou aéroport de Mena (code IATA MZX)[réf. souhaitée].
Avec 10 660 habitants au recensement national de 2007, Mena est la seule agglomération du woreda Mena et la quatrième agglomération de la zone Bale après Robe, Goba et Ginir.